# Čipová sada NEAT

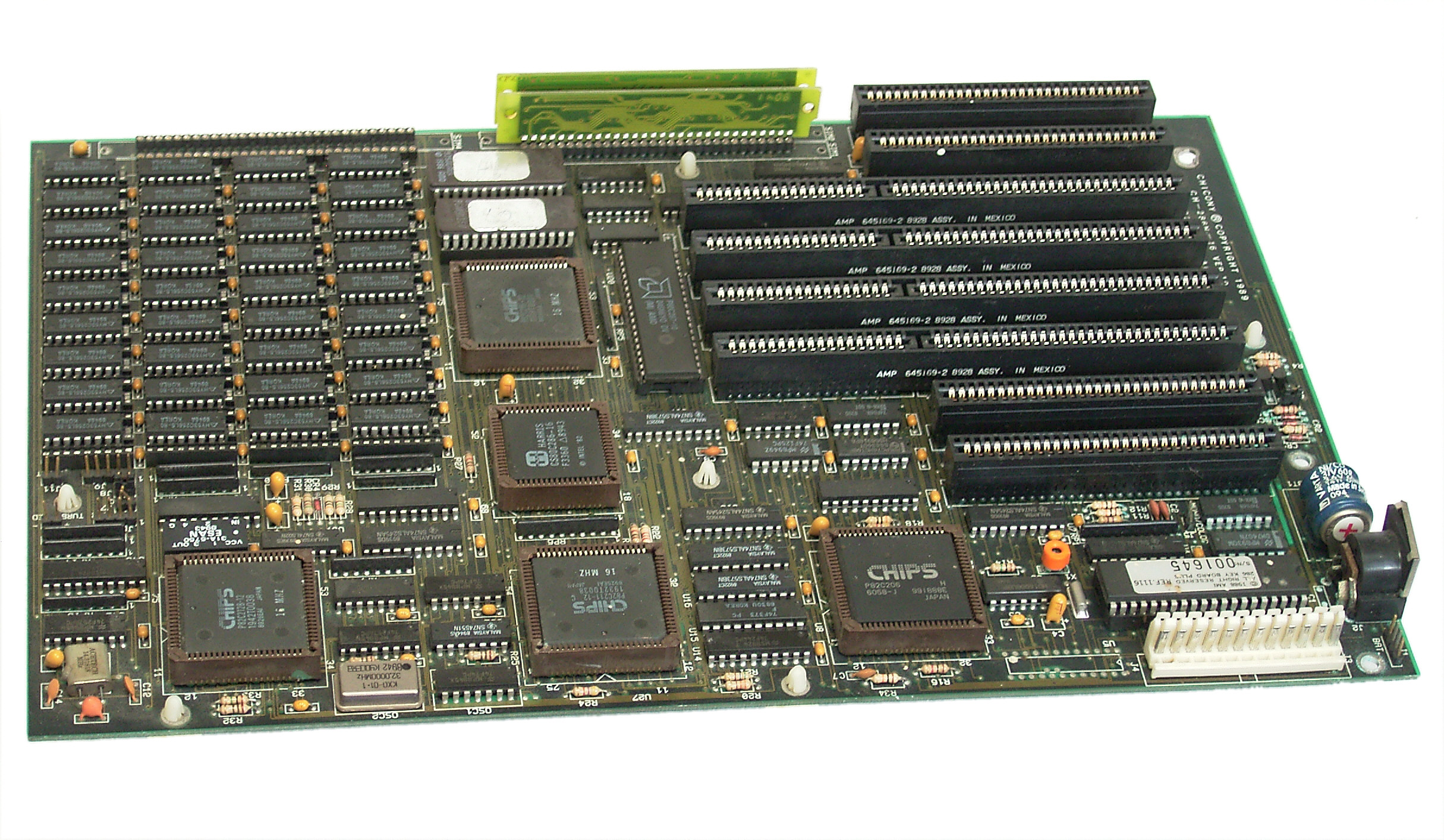
Základní deska s čipovou sadou NEAT pro Intel 80286

Čipová sada NEAT (zkratka pro „New Enhanced AT“) je implementace řídicí logiky používané v IBM PC kompatibilních počítačích IBM-PC/AT sestávající ze 4 obvodů VLSI: řadiče CPU/sběrnice 82C211, řadiče stránek/prokládání a EMS paměti 82C212, datového/adresního bufferu 82C215, a integrovaného řadiče periferních zařízení (IPC) 82C206. Sada NEAT nesla oficiální označení CS8221 a vyvinula ji firma Chips and Technologies (C&T).

## Historie
Čipová sada NEAT byla následníkem čipové sady s „XT kontrolérem“ 82C100, kterou firma Chips and Technologies (C&T) vyvinula pro počítače kompatibilní s IBM-PC/XT. 82C100 zahrnuje funkčnost, kterou před jeho sestrojením poskytovalo několik samostatných obvodů TTL na základní desce počítačů IBM-PC/XT, jmenovitě:
- 8284 generátor hodinového signálu
- 8288 řadič sběrnice
- 8254 časovač
- 8255 rozhraní paralelního portu Programmable Peripheral Interface (PPI)
- 8259 řadič přerušení
- 8237 DMA řadič
- řadič paměti DRAM/SRAM
- řadič XT klávesnice

Kompatibilitu s počítači IBM-PC/AT poskytoval 82C206 Integrated Peripheral Controller (IPC) firmy Chips and Technologies (C&T) uvedený na trh v roce 1986. Tento obvod, stejně jako jeho předchůdce 82C100, poskytuje obdobnou funkčnost jako následující TTL obvody na základní desce IBM-PC/AT:
- 82284 generátor hodinového signálu
- 82288 řadič sběrnice
- 8254 časovač
- dva obvody 8259 programovatelné řadiče přerušení
- dva obvody 8237 DMA řadiče
- 74LS612 jednotka správy paměti (MMU)
- MC146818 RTC s pamětí NVRAM (Nonvolatile RAM) pro BIOS setup

Předchůdcem čipové sady NEAT CS8221 byla sada CS8220 tvořená pěti obvody (buffery a řadiče paměti) pro prakticky úplnou základní desku, zatímco NEAT vyžaduje čtyři, a obsahuje také podporu pro samostatné hodiny ISA (sběrnice). Za následníka čipové sady NEAT lze považovat obvod 82C235, Single Chip AT (SCAT), který integruje všechny funkce čipové sady NEAT do jednoho obvodu.

## Jiní výrobci
Jiní výrobci vyráběli obdobné obvody. Například firma OPTi vyráběla čipovou sadu „AT controller“ tvořenou dvěma obvody, OPTi 82C206 a 82C495XLC, které byly použity v mnoha starších AT-kompatibilních počítačích s procesory Intel 80486 a Pentium s mikroarchitekturou P5. OPTi 82C206 je vývodově a funkčně kompatibilní s 82C206 firmy C&T. 82C495XLC obsahuje přídavný řadič paměti a podporu stínové RAM.